# Beck – Steinar
Beck – Steinar är en svensk thriller från 2016 som hade premiär på video on demand på filmkanalen C More First den 6 februari 2016. Detta är den sjätte filmen i den femte omgången med Peter Haber i huvudrollen som Martin Beck

## Handling
En oidentifierad kropp hittas i resterna av en nedbrunnen husvagn. Man misstänker mordbrand och Beckgruppen kopplas in. Martin Becks chef Klas Fredén har rekryterat den norske polisen Steinar Hovland till gruppen. Han visar sig snabbt vara Gunvalds raka motsats vilket både underlättar och försvårar samarbetet med Martin.

## Rollista (urval)

### Återkommande roller
- Peter Haber – Martin Beck
- Kristofer Hivju – Steinar Hovland
- Jonas Karlsson – Klas Fredén
- Måns Nathanaelson – Oskar Bergman
- Ingvar Hirdwall – Grannen
- Anna Asp – Jenny Bodén
- Elmira Arikan – Ayda Cetin
- Åsa Karlin – Andrea Bergström
- Anu Sinisalo – Gunilla Urst
- Rebecka Hemse – Inger (röst)

### Gästroller i detta avsnitt
- Sofia Zouagui – Petra
- Henrik Norlén – Hans
- Annika Olsson – Mona
- Gustav Lindh – Morgan
- Chatarina Larsson – Inez
- Sascha Zacharias – Mercedes
- Peter Carlberg – Kaj
- Göran Gillinger – Roger
- Lo Kauppi – Ulrika
- Nina Sand – Lina
- Michael Lechner – Bilhandlaren